# Acacia aureocrinita
Acacia aureocrinita är en ärtväxtart som beskrevs av B.J.Conn och Tame. Acacia aureocrinita ingår i släktet akacior, och familjen ärtväxter. Inga underarter finns listade i Catalogue of Life.